# بلیسبروک (لوکزامبورگ)

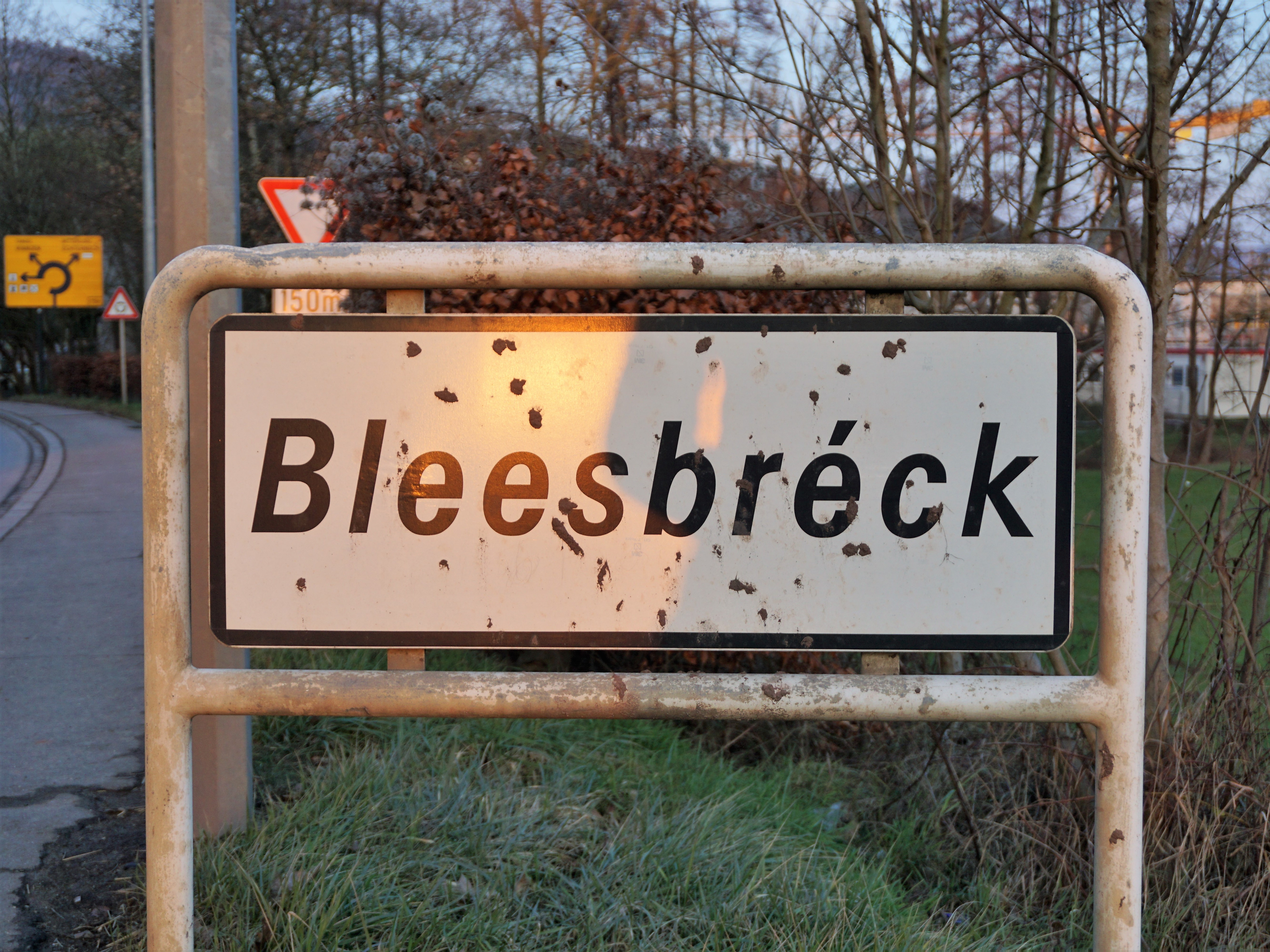
تابلوی ورود به روستای بلیسبروک از ورودی سمت شهر دیکیرش(کانتون)

بلیسبروک (به لوکزامبورگی: Bleesbréck) (به آلمانی: Bleesbrück) روستایی در کمون بتندورف در شرق لوگزامبورک قرار دارد . بلیسبروک یک روستای برهنگی نیز می‌باشد .  بیشتر ساکنان بلیسبروک هم آلمانی هستند .